# Царёв, Владимир Васильевич
Владимир Васильевич Царёв (22 июля 1916, Тула, Российская империя — 15 марта 1988, Тула, РСФСР, СССР) — слесарь-сборщик высокоточной оружейной механики, Герой Социалистического Труда. 

## Биография
Родился 22 июля 1916 в Туле.
После окончания школы фабрично-заводского ученичества при Тульском оружейном заводе (специальность — слесарь-лекальщик) в 1933 году, работал на оборонных предприятиях Тулы. С 1941 по 1946 год вместе с заводом находился в эвакуации в Златоусте, где был повышен в должности до старшего мастера.
С 1952 года работал в Конструкторском бюро приборостроения Министерства оборонной промышленности СССР (до 1966 года — Центральное конструкторское бюро № 14). За время трудовой деятельности стал рабочим высшей квалификации, изготавливал различные детали для высокоточной оружейной механики. Занимался рационализаторской деятельностью, имел 2 авторских свидетельства. Занимался обучением молодых работников, в том числе в течение 3-летней командировки в посольство СССР на Кубе.
Был мастером спорта по лыжам, возглавлял тульское отделение добровольного спортивного общества «Зенит».
12 мая 1962 года «закрытым» указом Президиума Верховного Совета СССР, за достижение в производстве и вклад в развитие оружейного производства Царёву присвоено звание Героя Социалистического Труда. За время трудовой деятельности Царёв неоднократно избирался в Пролетарский райком и Тульский горком КПСС.
С 1987 года Владимир Васильевич находился на пенсии.
Скончался в Туле 26 марта 1988 года. Похоронен на Тульском городском кладбище №1.

## Награды
Владимир Царёв награждён рядом наград СССР:
- Медаль «Серп и Молот» (12 мая 1962 — № 8269);
- Орден Ленина (12 мая 1962 — № 334124);
- Медаль «За трудовое отличие» (3 июня 1942);
- Медаль «За оборону Москвы» (1945);
- Медаль «За доблестный труд в Великой Отечественной войне 1941—1945 гг.» (1945).